# 20102 Takasago
A 20102 Takasago (ideiglenes jelöléssel 1995 BP15) a Naprendszer kisbolygóövében található aszteroida. T. Seki fedezte fel 1995. január 31-én.